# 本と鍵の季節
『本と鍵の季節』（ほんとかぎのきせつ）は、米澤穂信による日本の連作推理小説短編集。『小説すばる』（集英社）に断続的に掲載された5つの作品に、単行本化にあたって書き下ろされた「友よ知るなかれ」を追加して、集英社より2018年12月14日に発売された。〈図書委員〉シリーズの第1弾。
2020年版「このミステリーがすごい! 」国内編で9位、「ミステリが読みたい!」国内編で12位に選出された。
『小説すばる』2022年1月号から8月号にかけて続編となる『栞と噓の季節』が連載され、集英社より2022年11月4日に刊行された。

## 概要
本作品集は連作短編集だが、もともとは連作ではなく、一本目の「913」を書き上げた時は、独立した短編のつもりだった。元は作家7名が参加したアンソロジー『いつか、君へBoys』（2012年6月刊）のために執筆した作品である。
学校を物語の舞台に選んだのは「少年たちが登場する青春小説」というアンソロジーのテーマに合わせたものだが、アンソロジーの依頼がある前から、編集者から「誘拐モノや密室殺人など、一冊でいろんなタイプのミステリが楽しめる『ミステリ図鑑』のような短編集を作りましょう」という勧めがあり、のちのちその短編集に収録されることを意識して、まずは暗号ミステリを書いたという。「913」を読んだ編集者から、登場する男子高校生たちの先を読みたいといわれ、全体を連作小説として再構成したものが本作品集である。
第2話「ロックオンロッカー」は、探偵役が謎めいた言葉を耳にして、あの一言は何だったんだろう？ と思いを巡らすところから、謎が生まれ解き明かされていくハリイ・ケメルマンの短編小説『九マイルは遠すぎる』の方式を採用している。

## あらすじ

### 913
「僕」こと堀川次郎は高校2年生図書委員を務めている。ある日、同級生で同じく図書委員の松倉詩門と図書当番をしていたところへ、図書委員を引退した3年生の浦上麻里が「アルバイトしない？」と声をかけてきた。亡くなった祖父が鍵をかけたまま遺した開かずの金庫の鍵の番号を探り当てて欲しいという。2人は以前、暗号を解いたことがあり、それで同じように鍵の番号を探り当てられるのではないかと思ったのだという。浦上の口車に乗せられた2人は、次の日曜日に浦上家を訪れる。問題の金庫は書斎にあった。祖父は浦上に「麻里が大人になってから、もう一度この部屋においで。そうしたら、きっとおじいちゃんの贈り物がわかるはずだよ」と言ったという。そのメッセージを頼りに、2人は鍵の番号を解こうと試みる。

### ロックオンロッカー
松倉が通っている床屋がしばらく店を閉めていることから、美容院の友人紹介による割引チケットを持っている堀川と連れ立って美容院を訪れる。ところが、予約を受け付けた近藤という店員の応対に割り込んで、普段はあまり接客されていない店長にわざわざ出迎えられたうえ、店長はなぜか2人に「貴重品は、必ず、お手元にお持ちくださいね」と、噛んで含めるように言うなど、いつもと違う接客態度に堀川は疑問を抱く。その言葉に含まれた意味を堀川は松倉とともに考えるが、堀川がその疑問に対する推理を口に出そうとしたところで、なぜか松倉に止められる。

### 金曜に彼は何をしたのか
テスト期間直前の金曜日、何者かが職員室の近くの窓を割って侵入した。図書委員の後輩の植田の兄は校内でも有名な不良であることから、生徒指導部の教諭・横瀬は兄がテスト問題を盗もうとして窓を割って侵入したに違いないと決めつける。松倉いわく、横瀬は学校で誰の仕業か分からない事態が起こると、たちまち生徒のひとりを犯人だと見抜く、ただし「疑われる方が悪い、普段の行いの報いだ、潔白なら証拠を出せ、出せないならお前がやったんだ」という思考の持ち主で、犯人だという指摘には何の根拠もないという。植田が言うには、金曜日の夜7時半ごろにガラスが割られるところを近所の人が見ていて、兄は金曜日に行き先を告げずに出かけて夜10時ごろまで帰ってこなかったが、その夜のことは横瀬にも親にも話さない、その一方で「（無実の）証拠はあるから大丈夫だ」と言っているという。植田は親も心配しており、自分もテストに集中できないので、堀川に兄の疑いを晴らしてもらえないか相談すると、意外なことに、松倉が自分も相談に乗ると言い出した。こうして2人は植田立ち合いの下、兄のアリバイを証明する証拠を家捜しすることになる。

### ない本
1週間前に自殺した3年生のことを話題にしていた堀川と松倉の前に、長谷川という3年生が、本を探して欲しいと頼む。その本とは、自殺した友人・香田が最後に読んでいた本だという。自殺する数日前のすごい夕焼けの日、放課後の教室で香田は便箋みたいな紙に何か書き込んでいて、それは何かと訊いたら何でもないと言って便箋を2つ折りにして本に挟んだのだという。数日後、香田の自殺を聞き、あの便箋は香田の遺書だったかも知れないと気になり出したので、見つけたいのだという。その本には分類番号が書かれた背ラベルが貼られていたので、図書室の本に間違いないのだという。それで長谷川は、2人に香田の貸出履歴を見せて欲しいと頼むが、「図書館は利用者の秘密を守る」のが基本姿勢のため、誰が何を借りたかを教えることはできない。そこで代わりに2人は、長谷川に質問しながら、その本を絞り込んでいくことにする。

### 昔話を聞かせておくれよ
冬が近いある日、図書委員の仕事に勤しむ堀川の隣で暇を持て余していた松倉が、唐突に「昔話でもしようぜ」と提案する。しかもテーマを「宝探し」と指定してきた。堀川は釈然としないものを感じながらも、松倉の希望なら無下にもできないと応じ、小学校2年生ごろに父親と3人の親戚と市民プールに行ったときの百円玉にまつわる思い出を話す。松倉はある自営業者の話をする。6年前、自営業者の近所で空き巣が頻発し、警官が現金をまとめて別の場所に移動するよう忠告に来たが、後日捕まった空き巣が警官に化けていたことが分かった。自営業者は金を元の場所に戻そうとした矢先、急に亡くなってしまった。それを聞いて言うべき言葉が見つからない堀川に松倉は、「親父のことは、もうとっくに終わったことだ。......ただ、昔話はまだ終わっていない」と話を続ける。残された息子は、父親が残した金の隠し場所について、あらゆる場所を、絞れるだけの知恵を絞ってみたが、どうしても見つからず、それでも諦めきれないままでいるということだった。それを聞いた堀川は、これまで解き明かしてきた謎に対するアプローチが松倉と堀川では違っていたことから、松倉が行き詰った宝探しにも何か新しく気づくことがあるかもしれないと、協力を申し出る。

### 友よ知るなかれ
「昔話を聞かせておくれよ」の宝探しは、堀川の思いつきを松倉が深め、松倉の思い込みを堀川が正すなどして、幸運に恵まれ糸を手繰り寄せ続けることができた結果、松倉の父親が残した金の隠し場所の目途がついた。あとは松倉家の問題だからと、金の発見は松倉に任せた堀川だった。しかし、その宝探しの過程で、前夜どう考えてもあり得ないことが起きたことに疑問を感じ、その答えをずっと考え続けた堀川は、ひとつの可能性に辿り着いた。その可能性を確かめるために、堀川は翌朝の土曜日、市の図書館を訪れ、6年前の事件記事を調べる。そして、松倉が隠していた真実を知ったとき、目の前に松倉が現れる。

## 登場人物
堀川 次郎（）
本作品集の主人公。高校2年生。図書委員。他人から頼み事をされやすい。
松倉 詩門（）
高校2年生。図書委員。快活だがやや皮肉屋。スポーツも勉強もできるが、手先が不器用。

## 書誌情報
- 本と鍵の季節：2018年12月20日発行（2018年12月14日発売[1]）、集英社、ISBN 978-4-08-771173-8
- 本と鍵の季節：2021年6月25日発行（2021年6月18日発売[7]）、集英社〈集英社文庫〉、ISBN 978-4-08-744256-4

### 初出一覧
- 913 ：『小説すばる』2012年1月号
- ロックオンロッカー：『小説すばる』2013年8月号
- 金曜に彼は何をしたのか：『小説すばる』2014年11月号
- ない本：『小説すばる』2018年8月号
- 昔話を聞かせておくれよ：『小説すばる』2018年9、10月号
- 友よ知るなかれ： 単行本版書き下ろし 2018年12月